# Ionolyce
Ionolyce is een geslacht van vlinders van de familie van de Lycaenidae. De soorten van dit geslacht komen voor in het Oriëntaals gebied en het Australaziatisch gebied.

## Soorten
- I. brunnenscens Tite, 1963
- I. helicon (Felder, 1860)
- I. selkon Parsons, 1986